# Модель Линдаля
Модель Линдаля —  микроэкономическая модель, в которой индивиды договариваются о расходах на получение общественного блага и о доле каждого в этих расходах. Индивиды платят за общественные блага в соответствии с их предельной полезностью. Модель предложена в 1919 году шведским экономистом Эриком Линдалем.

## История создания
В 1919 году вышла статья Эрика Линдаля «Справедливое налогообложение», английский перевод статьи состоялся только в 1958 году, а предоставление модели Линдаля в понятиях теории благосостоянии в 1963 году в статье Лейфа Иохансена «Некоторые заметки по поводу предложенной Линдалем теории определения государственных расходов».

## Определение модели Линдаля
Согласно Линдалю, экономические агенты договариваются о расходах на получение общественного блага и о доле каждого в этих расходах.
Равновесие по Линдалю — это, когда цены находятся на уровнях, где все экономические агенты предъявляют спрос на одно и то же количество общественного блага, определяя оптимальный объём его получения, что схоже с рыночным механизмом.
Цены Линдаля (налоговые цены) — это доли от налогов на финансирование общественного блага, вносимые отдельными индивидами.

## Допущения модели
Модель рассматривается при определенных предпосылках:
- имеются два индивида (группы, партии),
- равная сила индивидов (группы, партий) в процессе переговоров, аналог совершенной конкуренции.

## Равновесие Линдаля

Равновесие Линдаля

График совокупного спроса и предложения

Модель Линдаля: ядро

Схема Линдаля

На графике «Модель Линдаля» ось ординат {\displaystyle G} — величина общественных расходов, ось абсцисс — доля от суммы выплат индивида {\displaystyle A} и {\displaystyle B}.
В условиях когда первоначальное распределение долей затрат между индивидами находилось в точке {\displaystyle M}, а уровень общественных расходов в {\displaystyle V}, то состояние было не оптимально и неустойчиво, так как индивид {\displaystyle A} предпочитает более высокий уровень общественных расходов {\displaystyle MQ} при расходах на уровне {\displaystyle KM}, что противоречит интересам индивида {\displaystyle B}. Индивиды находят решение, при котором они договариваются на уменьшение доли расходов индивида {\displaystyle B} до {\displaystyle M^{*}L} и увеличение доли расходов индивида {\displaystyle A} до {\displaystyle M^{*}K}, фиксируя уровень общественных благ на уровни {\displaystyle M^{*}G^{*}}.
В точке {\displaystyle E} — равновесие по Линдалю, где пересекаются кривые спроса {\displaystyle D^{A}} и {\displaystyle D^{B}} индивида {\displaystyle A} и {\displaystyle B}, и где полезность от потребления последней единицы общественного блага равна налоговой цене одновременно для двух индивидов.
Дж. Стиглиц отмечает, что равновесие Линдаля можно описать графиком «Равновесие Линдаля», на котором равновесие достигается пересечением Кривой совокупного спроса, образованной путём сложения по вертикали индивидуальных кривых спроса, и Кривой предложения. В точке {\displaystyle E} достигается распределение, эффективное по Парето: первый индивид платит налоговую цену {\displaystyle P_{1}}, а второй — налоговую цену {\displaystyle P_{2}}, оба пользуются одним и тем же количеством общественного блага.
Задача потребителя в модели Линдаля имеет вид:
{\displaystyle u_{i}(x_{i})\rightarrow \max _{x_{i}=X_{i}}} .
{\displaystyle \sum _{k=K_{1}}q_{ik}x_{k}+\sum _{k=K_{2}}p_{k}x_{ik}=\beta _{i}}.
Потребители сталкиваются с разными ценами и имеют одинаковые объёмы потребления.

## Свойства равновесия
Равновесие Линдаля удовлетворяет условию Самуэльсона и является эффективным по Парето.
Любое эффективное по Парето распределение может быть получено с помощью равновесия Линдаля при соответствующих единовременных налогах и трансфертах.
А само распределение считается ядром, если не существует коалиции индивидов, предлагающих альтернативное распределение, при котором хотя бы один из её членов выиграл бы и ни один не проиграл бы. Для экономики с двумя индивидами и двумя товарами ядро — набор точек, эффективных по Парето, улучшений для обоих индивидов без обмена между ними, контрактная кривая, где выполняются условия совершенной конкуренции.

## Критика
Индивиды не имеют стимулов указывать свои истинные предпочтения, потому что их налоговая цена увеличивается по мере увеличения заявленных ими пожеланий. Повышенный спрос повышает равновесный уровень расходов на общественные блага, а значит и равновесный уровень налоговой цены, что будет стимулировать индивидов скрывать свою потребность, а значит равновесие, эффективное по Парето, не будет достигаться.
При нахождении равновесия Линдаля имеется проблема нахождения того, кто корректирует цену, когда она находится вне равновесия, а обе стороны приспосабливаются через количества, рассматривая цену в качестве заданной.